# Secretaria General de la Comissió Europea
La Secretaria General de la Comissió Europea (SG) és un dels serveis centrals de la Comissió Europea, i té per missió la de facilitar i alleugerir el funcionament intern de la institució. Està directament adscrita al departament del President de la Comissió i al seu cap es troba un Secretari General nomenat directament per aquell, que és invitat amb veu però sense vot a les reunions setmanals del Col·legi de Comissaris.

## Funcions
Les funcions, de la SG poden compendiar-se en tres principals, a saber: 
- atén els requeriments de tot el Col·legi de Comissaris i dels Serveis en el seu conjunt, assistint en particular al President i els  Vicepresidents;
- gestiona també el procés col·legial de presa de decisions i supervisa l'adequació de totes les polítiques comunitàries a les prioritats i directrius fixades pel President de la Comissió;
- coordina també la integració de les polítiques transversals i assegura la cohesió interdepartamental;
- és el servei encarregat de les gestions interinstitucionals i de les relacions del Col·legi amb les delegacions diplomàtiques, encara que això últim quedarà seriosament alterat quan entri en funcionament el nou Servei Europeu d'Acció Exterior previst pel Tractat de Lisboa.

## Estructura interna
La Secretaria General de la Comissió és l'òrgan intern que coordina l'activitat administrativa i operativa de totes les direccions generals i serveis de l'executiu comunitari. Està inscrit en l'estructura de l'Oficina del President de la Comissió, i la seva organització interna comprèn:
- els serveis de protocol;
- un Servei de Mediació amb competències internes i interinstitucionals;
- la Direcció R, de recursos interns i assumptes generals;
- la Direcció A, de registres i del procés Decisori;
- la Direcció B, de regulació i polítiques administratives;
- la Direcció C, d'avaluació i anàlisi d'impacte de la legislació;
- la Direcció D, de coordinació legislativa;
- la Direcció E, d'assumptes institucionals;
- la Direcció F, de relacions amb el Consell Europeu, el Consell i els Estats de la Unió;
- la Direcció G, de relacions amb el Parlament, el Defensor del Poble Europeu, el CES i el  CdR.

Al capdavant de la Secretaria General de la Comissió es troben un Secretari General i dos Adjunts o Sotssecretaris. Actualment el lloc de Secretària General correspon a l'economista irlandesa Catherine Day. La primera vicesecretaria està ocupada per Jean-Claude Thiebault; la segona està vacant.